# Temporada 2003 de Fórmula 1
La temporada 2003 fue la 54.º edición de la Fórmula 1. Comenzó el 9 de marzo en el Gran Premio de Australia y terminó el 12 de octubre en el Gran Premio de Japón.
Por primera vez desde 1991, se cambió el sistema de puntuación, ampliándolo a los 8 primeros clasificados de cada carrera. Así pues, se adjudicaron puntos a los ocho primeros lugares (10, 8, 6, 5, 4, 3, 2, 1), sin limitaciones de máximo de carreras computables.
El defensor del título y ganador de la temporada 2002 fue el alemán Michael Schumacher de la escudería Ferrari.

## Escuderías y pilotos
| Escudería                                        | Chasis   | Chasis         | Motor                                           | Neu. | N.º | Pilotos               | Rondas      | Pilotos de pruebas                                |
| ------------------------------------------------ | -------- | -------------- | ----------------------------------------------- | ---- | --- | --------------------- | ----------- | ------------------------------------------------- |
| Scuderia Ferrari Marlboro                        | Ferrari  | F2002 F2003-GA | Ferrari 051 3.0 V10 Ferrari 052 3.0 V10         | B    | 1   | Michael Schumacher    | Todas       |                                                   |
| Scuderia Ferrari Marlboro                        | Ferrari  | F2002 F2003-GA | Ferrari 051 3.0 V10 Ferrari 052 3.0 V10         | B    | 2   | Rubens Barrichello    | Todas       |                                                   |
| BMW WilliamsF1 Team                              | Williams | FW25           | BMW P83 3.0 V10                                 | M    | 3   | Juan Pablo Montoya    | Todas       |                                                   |
| BMW WilliamsF1 Team                              | Williams | FW25           | BMW P83 3.0 V10                                 | M    | 4   | Ralf Schumacher       | 1-13, 15-16 |                                                   |
| BMW WilliamsF1 Team                              | Williams | FW25           | BMW P83 3.0 V10                                 | M    | 4   | Marc Gené             | 14          |                                                   |
| West McLaren Mercedes                            | McLaren  | MP4-17D        | Mercedes FO110M 3.0 V10 Mercedes FO110P 3.0 V10 | M    | 5   | David Coulthard       | Todas       |                                                   |
| West McLaren Mercedes                            | McLaren  | MP4-17D        | Mercedes FO110M 3.0 V10 Mercedes FO110P 3.0 V10 | M    | 6   | Kimi Räikkönen        | Todas       |                                                   |
| Mild Seven Renault F1 Team                       | Renault  | R23 R23B       | Renault RS23 3.0 V10                            | M    | 7   | Jarno Trulli          | Todas       | Allan McNish Franck Montagny                      |
| Mild Seven Renault F1 Team                       | Renault  | R23 R23B       | Renault RS23 3.0 V10                            | M    | 8   | Fernando Alonso       | Todas       | Allan McNish Franck Montagny                      |
| Sauber Petronas                                  | Sauber   | C22            | Petronas 03A 3.0 V10                            | B    | 9   | Nick Heidfeld         | Todas       |                                                   |
| Sauber Petronas                                  | Sauber   | C22            | Petronas 03A 3.0 V10                            | B    | 10  | Heinz-Harald Frentzen | Todas       |                                                   |
| Jordan Ford                                      | Jordan   | EJ13           | Ford RS1 3.0 V10                                | B    | 11  | Giancarlo Fisichella  | Todas       | Zsolt Baumgartner Björn Wirdheim Satoshi Motoyama |
| Jordan Ford                                      | Jordan   | EJ13           | Ford RS1 3.0 V10                                | B    | 12  | Ralph Firman          | 1-12, 15-16 | Zsolt Baumgartner Björn Wirdheim Satoshi Motoyama |
| Jordan Ford                                      | Jordan   | EJ13           | Ford RS1 3.0 V10                                | B    | 12  | Zsolt Baumgartner     | 13-14       | Zsolt Baumgartner Björn Wirdheim Satoshi Motoyama |
| Jaguar Racing                                    | Jaguar   | R4             | Cosworth CR-5 3.0 V10                           | M    | 14  | Mark Webber           | Todas       |                                                   |
| Jaguar Racing                                    | Jaguar   | R4             | Cosworth CR-5 3.0 V10                           | M    | 15  | Antônio Pizzonia      | 1-11        |                                                   |
| Jaguar Racing                                    | Jaguar   | R4             | Cosworth CR-5 3.0 V10                           | M    | 15  | Justin Wilson         | 12-16       |                                                   |
| Lucky Strike BAR Honda                           | BAR      | 005            | Honda RA003E 3.0 V10                            | B    | 16  | Jacques Villeneuve    | 1-15        |                                                   |
| Lucky Strike BAR Honda                           | BAR      | 005            | Honda RA003E 3.0 V10                            | B    | 16  | Takuma Satō           | 16          |                                                   |
| Lucky Strike BAR Honda                           | BAR      | 005            | Honda RA003E 3.0 V10                            | B    | 17  | Jenson Button         | Todas       |                                                   |
| European Minardi Cosworth Trust Minardi Cosworth | Minardi  | PS03           | Cosworth CR-3 3.0 V10                           | B    | 18  | Justin Wilson         | 1-11        | Matteo Bobbi Gianmaria Bruni                      |
| European Minardi Cosworth Trust Minardi Cosworth | Minardi  | PS03           | Cosworth CR-3 3.0 V10                           | B    | 18  | Nicolas Kiesa         | 12-16       | Matteo Bobbi Gianmaria Bruni                      |
| European Minardi Cosworth Trust Minardi Cosworth | Minardi  | PS03           | Cosworth CR-3 3.0 V10                           | B    | 19  | Jos Verstappen        | Todas       | Matteo Bobbi Gianmaria Bruni                      |
| Panasonic Toyota Racing                          | Toyota   | TF103          | Toyota RVX-03 3.0 V10                           | M    | 20  | Olivier Panis         | Todas       |                                                   |
| Panasonic Toyota Racing                          | Toyota   | TF103          | Toyota RVX-03 3.0 V10                           | M    | 21  | Cristiano da Matta    | Todas       |                                                   |

## Cambios

### Cambios de la normativa
- Clasificación: Se divide en dos tandas, una el viernes, otra el sábado y son de una vuelta solo. El orden del viernes es la posición del campeonato del mundo, y el sábado, la inversa de las posiciones del viernes.[2]
- Motor: Debe durar el fin de semana entera. Solo se puede cambiar si demuestras la verdad a la FIA.
- Puntuación: puntuaron los 8 primeros de cada carrera.[2]

## Calendario
| Ronda | Gran Premio                       | Fecha            | Circuito                                           |
| ----- | --------------------------------- | ---------------- | -------------------------------------------------- |
| 1     | Gran Premio de Australia          | 9 de marzo       | Circuito de Albert Park, Melbourne                 |
| 2     | Gran Premio de Malasia            | 23 de marzo      | Circuito Internacional de Sepang, Sepang           |
| 3     | Gran Premio de Brasil             | 6 de abril       | Autódromo José Carlos Pace, Sâo Paulo              |
| 4     | Gran Premio de San Marino         | 20 de abril      | Autodromo Enzo e Dino Ferrari, Imola               |
| 5     | Gran Premio de España             | 4 de mayo        | Circuito de Barcelona-Cataluña, Montmeló           |
| 6     | Gran Premio de Austria            | 18 de mayo       | A1-Ring, Spielberg                                 |
| 7     | Gran Premio de Mónaco             | 1 de junio       | Circuito de Mónaco, Montecarlo                     |
| 8     | Gran Premio de Canadá             | 15 de junio      | Circuito Gilles Villeneuve, Montreal               |
| 9     | Gran Premio de Europa             | 29 de junio      | Nürburgring, Nürburg                               |
| 10    | Gran Premio de Francia            | 13 de julio      | Circuito de Nevers Magny-Cours, Magny Cours/Nevers |
| 11    | Gran Premio de Gran Bretaña       | 20 de julio      | Circuito de Silverstone, Silverstone               |
| 12    | Gran Premio de Alemania           | 3 de agosto      | Hockenheimring, Hockenheim                         |
| 13    | Gran Premio de Hungría            | 24 de agosto     | Hungaroring, Budapest                              |
| 14    | Gran Premio de Italia             | 14 de septiembre | Autodromo Nazionale di Monza, Monza                |
| 15    | Gran Premio de los Estados Unidos | 28 de septiembre | Indianapolis Motor Speedway, Indianápolis          |
| 16    | Gran Premio de Japón              | 12 de octubre    | Circuito de Suzuka, Prefectura de Mie              |

## Resultados
| Ronda | Fecha            | Gran Premio | Mapa del Circuito    | Resultados                    | Resultados         | Resultados                    | Resultados           |
| ----- | ---------------- | --- | -------------------- | ----------------------------- | ------------------ | ----------------------------- | -------------------- |
| 1     | 9 de marzo       | Gran Premio de Australia Circuito de Albert Park Longitud: 5,303 km Vueltas: 58 Distancia de carrera: 307,574 km Ganador 2002: Michael Schumacher - Ferrari              |                      | Libres 1                      | Kimi Räikkönen     | Ganador                       | David Coulthard      |
| 1     | 9 de marzo       | Gran Premio de Australia Circuito de Albert Park Longitud: 5,303 km Vueltas: 58 Distancia de carrera: 307,574 km Ganador 2002: Michael Schumacher - Ferrari              | Libres 2             | Jarno Trulli                  | 2.do puesto        | Juan Pablo Montoya            |                      |
| 1     | 9 de marzo       | Gran Premio de Australia Circuito de Albert Park Longitud: 5,303 km Vueltas: 58 Distancia de carrera: 307,574 km Ganador 2002: Michael Schumacher - Ferrari              | Libres 3             | No hubo                       | 3.er puesto        | Kimi Räikkönen                |                      |
| 1     | 9 de marzo       | Gran Premio de Australia Circuito de Albert Park Longitud: 5,303 km Vueltas: 58 Distancia de carrera: 307,574 km Ganador 2002: Michael Schumacher - Ferrari              | Pole position        | Michael Schumacher (1:27.173) | Vuelta rápida      | Kimi Räikkönen (1:27.724)     |                      |
| 1     | 9 de marzo       | Gran Premio de Australia Circuito de Albert Park Longitud: 5,303 km Vueltas: 58 Distancia de carrera: 307,574 km Ganador 2002: Michael Schumacher - Ferrari              | Resultados completos |                               |                    |                               |                      |
| 2     | 23 de marzo      | Gran Premio de Malasia Circuito Internacional de Sepang Longitud: 5,543 km Vueltas: 56 Distancia de carrera: 310,408 km Ganador 2002: Ralf Schumacher - Williams         |                      | Libres 1                      | David Coulthard    | Ganador                       | Kimi Räikkönen       |
| 2     | 23 de marzo      | Gran Premio de Malasia Circuito Internacional de Sepang Longitud: 5,543 km Vueltas: 56 Distancia de carrera: 310,408 km Ganador 2002: Ralf Schumacher - Williams         | Libres 2             | Kimi Räikkönen                | 2.do puesto        | Rubens Barrichello            |                      |
| 2     | 23 de marzo      | Gran Premio de Malasia Circuito Internacional de Sepang Longitud: 5,543 km Vueltas: 56 Distancia de carrera: 310,408 km Ganador 2002: Ralf Schumacher - Williams         | Libres 3             | No hubo                       | 3.er puesto        | Fernando Alonso               |                      |
| 2     | 23 de marzo      | Gran Premio de Malasia Circuito Internacional de Sepang Longitud: 5,543 km Vueltas: 56 Distancia de carrera: 310,408 km Ganador 2002: Ralf Schumacher - Williams         | Pole position        | Fernando Alonso (1:37.044)    | Vuelta rápida      | Michael Schumacher (1:36.412) |                      |
| 2     | 23 de marzo      | Gran Premio de Malasia Circuito Internacional de Sepang Longitud: 5,543 km Vueltas: 56 Distancia de carrera: 310,408 km Ganador 2002: Ralf Schumacher - Williams         | Resultados completos |                               |                    |                               |                      |
| 3     | 6 de abril       | Gran Premio de Brasil Autódromo José Carlos Pace Longitud: 4,309 km Vueltas: 54 Distancia de carrera: 232,686 km Ganador 2002: Michael Schumacher - Ferrari              |                      | Libres 1                      | Michael Schumacher | Ganador                       | Giancarlo Fisichella |
| 3     | 6 de abril       | Gran Premio de Brasil Autódromo José Carlos Pace Longitud: 4,309 km Vueltas: 54 Distancia de carrera: 232,686 km Ganador 2002: Michael Schumacher - Ferrari              | Libres 2             | Olivier Panis                 | 2.do puesto        | Kimi Räikkönen                |                      |
| 3     | 6 de abril       | Gran Premio de Brasil Autódromo José Carlos Pace Longitud: 4,309 km Vueltas: 54 Distancia de carrera: 232,686 km Ganador 2002: Michael Schumacher - Ferrari              | Libres 3             | No hubo                       | 3.er puesto        | Fernando Alonso               |                      |
| 3     | 6 de abril       | Gran Premio de Brasil Autódromo José Carlos Pace Longitud: 4,309 km Vueltas: 54 Distancia de carrera: 232,686 km Ganador 2002: Michael Schumacher - Ferrari              | Pole position        | Rubens Barrichello (1:13.807) | Vuelta rápida      | Rubens Barrichello (1:22.032) |                      |
| 3     | 6 de abril       | Gran Premio de Brasil Autódromo José Carlos Pace Longitud: 4,309 km Vueltas: 54 Distancia de carrera: 232,686 km Ganador 2002: Michael Schumacher - Ferrari              | Resultados completos |                               |                    |                               |                      |
| 4     | 20 de abril      | Gran Premio de San Marino Autodromo Enzo e Dino Ferrari Longitud: 4,933 km Vueltas: 62 Distancia de carrera: 305,609 km Ganador 2002: Michael Schumacher - Ferrari       |                      | Libres 1                      | Ralf Schumacher    | Ganador                       | Michael Schumacher   |
| 4     | 20 de abril      | Gran Premio de San Marino Autodromo Enzo e Dino Ferrari Longitud: 4,933 km Vueltas: 62 Distancia de carrera: 305,609 km Ganador 2002: Michael Schumacher - Ferrari       | Libres 2             | Rubens Barrichello            | 2.do puesto        | Kimi Räikkönen                |                      |
| 4     | 20 de abril      | Gran Premio de San Marino Autodromo Enzo e Dino Ferrari Longitud: 4,933 km Vueltas: 62 Distancia de carrera: 305,609 km Ganador 2002: Michael Schumacher - Ferrari       | Libres 3             | No hubo                       | 3.er puesto        | Rubens Barrichello            |                      |
| 4     | 20 de abril      | Gran Premio de San Marino Autodromo Enzo e Dino Ferrari Longitud: 4,933 km Vueltas: 62 Distancia de carrera: 305,609 km Ganador 2002: Michael Schumacher - Ferrari       | Pole position        | Michael Schumacher (1:22.327) | Vuelta rápida      | Michael Schumacher (1:22.491) |                      |
| 4     | 20 de abril      | Gran Premio de San Marino Autodromo Enzo e Dino Ferrari Longitud: 4,933 km Vueltas: 62 Distancia de carrera: 305,609 km Ganador 2002: Michael Schumacher - Ferrari       | Resultados completos |                               |                    |                               |                      |
| 5     | 4 de mayo        | Gran Premio de España Circuito de Barcelona-Cataluña Longitud: 4,730 km Vueltas: 65 Distancia de carrera: 307,324 km Ganador 2002: Michael Schumacher - Ferrari          |                      | Libres 1                      | Ralf Schumacher    | Ganador                       | Michael Schumacher   |
| 5     | 4 de mayo        | Gran Premio de España Circuito de Barcelona-Cataluña Longitud: 4,730 km Vueltas: 65 Distancia de carrera: 307,324 km Ganador 2002: Michael Schumacher - Ferrari          | Libres 2             | Fernando Alonso               | 2.do puesto        | Fernando Alonso               |                      |
| 5     | 4 de mayo        | Gran Premio de España Circuito de Barcelona-Cataluña Longitud: 4,730 km Vueltas: 65 Distancia de carrera: 307,324 km Ganador 2002: Michael Schumacher - Ferrari          | Libres 3             | No hubo                       | 3.er puesto        | Rubens Barrichello            |                      |
| 5     | 4 de mayo        | Gran Premio de España Circuito de Barcelona-Cataluña Longitud: 4,730 km Vueltas: 65 Distancia de carrera: 307,324 km Ganador 2002: Michael Schumacher - Ferrari          | Pole position        | Michael Schumacher (1:17.762) | Vuelta rápida      | Rubens Barrichello (1:20.143) |                      |
| 5     | 4 de mayo        | Gran Premio de España Circuito de Barcelona-Cataluña Longitud: 4,730 km Vueltas: 65 Distancia de carrera: 307,324 km Ganador 2002: Michael Schumacher - Ferrari          | Resultados completos |                               |                    |                               |                      |
| 6     | 18 de mayo       | Gran Premio de Austria A1-Ring Longitud: 4,326 km Vueltas: 69 Distancia de carrera: 298,494 km Ganador 2002: Michael Schumacher - Ferrari                                |                      | Libres 1                      | David Coulthard    | Ganador                       | Michael Schumacher   |
| 6     | 18 de mayo       | Gran Premio de Austria A1-Ring Longitud: 4,326 km Vueltas: 69 Distancia de carrera: 298,494 km Ganador 2002: Michael Schumacher - Ferrari                                | Libres 2             | Rubens Barrichello            | 2.do puesto        | Kimi Räikkönen                |                      |
| 6     | 18 de mayo       | Gran Premio de Austria A1-Ring Longitud: 4,326 km Vueltas: 69 Distancia de carrera: 298,494 km Ganador 2002: Michael Schumacher - Ferrari                                | Libres 3             | No hubo                       | 3.er puesto        | Rubens Barrichello            |                      |
| 6     | 18 de mayo       | Gran Premio de Austria A1-Ring Longitud: 4,326 km Vueltas: 69 Distancia de carrera: 298,494 km Ganador 2002: Michael Schumacher - Ferrari                                | Pole position        | Michael Schumacher (1:09.150) | Vuelta rápida      | Michael Schumacher (1:08.337) |                      |
| 6     | 18 de mayo       | Gran Premio de Austria A1-Ring Longitud: 4,326 km Vueltas: 69 Distancia de carrera: 298,494 km Ganador 2002: Michael Schumacher - Ferrari                                | Resultados completos |                               |                    |                               |                      |
| 7     | 1 de junio       | Gran Premio de Mónaco Circuito de Mónaco Longitud: 3,340 km Vueltas: 78 Distancia de carrera: 260,520 km Ganador 2002: David Coulthard - McLaren                         |                      | Libres 1                      | Mark Webber        | Ganador                       | Juan Pablo Montoya   |
| 7     | 1 de junio       | Gran Premio de Mónaco Circuito de Mónaco Longitud: 3,340 km Vueltas: 78 Distancia de carrera: 260,520 km Ganador 2002: David Coulthard - McLaren                         | Libres 2             | David Coulthard               | 2.do puesto        | Kimi Räikkönen                |                      |
| 7     | 1 de junio       | Gran Premio de Mónaco Circuito de Mónaco Longitud: 3,340 km Vueltas: 78 Distancia de carrera: 260,520 km Ganador 2002: David Coulthard - McLaren                         | Libres 3             | No hubo                       | 3.er puesto        | Michael Schumacher            |                      |
| 7     | 1 de junio       | Gran Premio de Mónaco Circuito de Mónaco Longitud: 3,340 km Vueltas: 78 Distancia de carrera: 260,520 km Ganador 2002: David Coulthard - McLaren                         | Pole position        | Ralf Schumacher (1:15.259)    | Vuelta rápida      | Kimi Räikkönen (1:14.545)     |                      |
| 7     | 1 de junio       | Gran Premio de Mónaco Circuito de Mónaco Longitud: 3,340 km Vueltas: 78 Distancia de carrera: 260,520 km Ganador 2002: David Coulthard - McLaren                         | Resultados completos |                               |                    |                               |                      |
| 8     | 15 de junio      | Gran Premio de Canadá Circuito Gilles Villeneuve Longitud: 4,361 km Vueltas: 70 Distancia de carrera: 305,270 km Ganador 2002: Michael Schumacher - Ferrari              |                      | Libres 1                      | Antônio Pizzonia   | Ganador                       | Michael Schumacher   |
| 8     | 15 de junio      | Gran Premio de Canadá Circuito Gilles Villeneuve Longitud: 4,361 km Vueltas: 70 Distancia de carrera: 305,270 km Ganador 2002: Michael Schumacher - Ferrari              | Libres 2             | Michael Schumacher            | 2.do puesto        | Ralf Schumacher               |                      |
| 8     | 15 de junio      | Gran Premio de Canadá Circuito Gilles Villeneuve Longitud: 4,361 km Vueltas: 70 Distancia de carrera: 305,270 km Ganador 2002: Michael Schumacher - Ferrari              | Libres 3             | No hubo                       | 3.er puesto        | Juan Pablo Montoya            |                      |
| 8     | 15 de junio      | Gran Premio de Canadá Circuito Gilles Villeneuve Longitud: 4,361 km Vueltas: 70 Distancia de carrera: 305,270 km Ganador 2002: Michael Schumacher - Ferrari              | Pole position        | Ralf Schumacher (1:15.529)    | Vuelta rápida      | Fernando Alonso (1:16.040)    |                      |
| 8     | 15 de junio      | Gran Premio de Canadá Circuito Gilles Villeneuve Longitud: 4,361 km Vueltas: 70 Distancia de carrera: 305,270 km Ganador 2002: Michael Schumacher - Ferrari              | Resultados completos |                               |                    |                               |                      |
| 9     | 29 de junio      | Gran Premio de Europa Nürburgring Longitud: 5,148 km Vueltas: 60 Distancia de carrera: 308,880 km Ganador 2002: Rubens Barrichello - Ferrari                             |                      | Libres 1                      | Olivier Panis      | Ganador                       | Ralf Schumacher      |
| 9     | 29 de junio      | Gran Premio de Europa Nürburgring Longitud: 5,148 km Vueltas: 60 Distancia de carrera: 308,880 km Ganador 2002: Rubens Barrichello - Ferrari                             | Libres 2             | Olivier Panis                 | 2.do puesto        | Juan Pablo Montoya            |                      |
| 9     | 29 de junio      | Gran Premio de Europa Nürburgring Longitud: 5,148 km Vueltas: 60 Distancia de carrera: 308,880 km Ganador 2002: Rubens Barrichello - Ferrari                             | Libres 3             | Ralf Schumacher               | 3.er puesto        | Rubens Barrichello            |                      |
| 9     | 29 de junio      | Gran Premio de Europa Nürburgring Longitud: 5,148 km Vueltas: 60 Distancia de carrera: 308,880 km Ganador 2002: Rubens Barrichello - Ferrari                             | Pole position        | Kimi Räikkönen (1:31.523)     | Vuelta rápida      | Kimi Räikkönen (1:32.621)     |                      |
| 9     | 29 de junio      | Gran Premio de Europa Nürburgring Longitud: 5,148 km Vueltas: 60 Distancia de carrera: 308,880 km Ganador 2002: Rubens Barrichello - Ferrari                             | Resultados completos |                               |                    |                               |                      |
| 10    | 6 de julio       | Gran Premio de Francia Circuito de Nevers Magny-Cours Longitud: 4,411 km Vueltas: 70 Distancia de carrera: 308,770 km Ganador 2002: Michael Schumacher - Ferrari         |                      | Libres 1                      | Mark Webber        | Ganador                       | Ralf Schumacher      |
| 10    | 6 de julio       | Gran Premio de Francia Circuito de Nevers Magny-Cours Longitud: 4,411 km Vueltas: 70 Distancia de carrera: 308,770 km Ganador 2002: Michael Schumacher - Ferrari         | Libres 2             | Fernando Alonso               | 2.do puesto        | Juan Pablo Montoya            |                      |
| 10    | 6 de julio       | Gran Premio de Francia Circuito de Nevers Magny-Cours Longitud: 4,411 km Vueltas: 70 Distancia de carrera: 308,770 km Ganador 2002: Michael Schumacher - Ferrari         | Libres 3             | Ralf Schumacher               | 3.er puesto        | Michael Schumacher            |                      |
| 10    | 6 de julio       | Gran Premio de Francia Circuito de Nevers Magny-Cours Longitud: 4,411 km Vueltas: 70 Distancia de carrera: 308,770 km Ganador 2002: Michael Schumacher - Ferrari         | Pole position        | Ralf Schumacher (1:15.019)    | Vuelta rápida      | Juan Pablo Montoya (1:15.512) |                      |
| 10    | 6 de julio       | Gran Premio de Francia Circuito de Nevers Magny-Cours Longitud: 4,411 km Vueltas: 70 Distancia de carrera: 308,770 km Ganador 2002: Michael Schumacher - Ferrari         | Resultados completos |                               |                    |                               |                      |
| 11    | 20 de julio      | Gran Premio de Gran Bretaña Circuito de Silverstone Longitud: 5,141 km Vueltas: 60 Distancia de carrera: 308,355 km Ganador 2002: Michael Schumacher - Ferrari           |                      | Libres 1                      | David Coulthard    | Ganador                       | Rubens Barrichello   |
| 11    | 20 de julio      | Gran Premio de Gran Bretaña Circuito de Silverstone Longitud: 5,141 km Vueltas: 60 Distancia de carrera: 308,355 km Ganador 2002: Michael Schumacher - Ferrari           | Libres 2             | Kimi Räikkönen                | 2.do puesto        | Juan Pablo Montoya            |                      |
| 11    | 20 de julio      | Gran Premio de Gran Bretaña Circuito de Silverstone Longitud: 5,141 km Vueltas: 60 Distancia de carrera: 308,355 km Ganador 2002: Michael Schumacher - Ferrari           | Libres 3             | Juan Pablo Montoya            | 3.er puesto        | Kimi Räikkönen                |                      |
| 11    | 20 de julio      | Gran Premio de Gran Bretaña Circuito de Silverstone Longitud: 5,141 km Vueltas: 60 Distancia de carrera: 308,355 km Ganador 2002: Michael Schumacher - Ferrari           | Pole position        | Rubens Barrichello (1:21.209) | Vuelta rápida      | Rubens Barrichello (1:22.236) |                      |
| 11    | 20 de julio      | Gran Premio de Gran Bretaña Circuito de Silverstone Longitud: 5,141 km Vueltas: 60 Distancia de carrera: 308,355 km Ganador 2002: Michael Schumacher - Ferrari           | Resultados completos |                               |                    |                               |                      |
| 12    | 3 de agosto      | Gran Premio de Alemania Hockenheimring Longitud: 4,574 km Vueltas: 67 Distancia de carrera: 306,458 km Ganador 2002: Michael Schumacher - Ferrari                        |                      | Libres 1                      | David Coulthard    | Ganador                       | Juan Pablo Montoya   |
| 12    | 3 de agosto      | Gran Premio de Alemania Hockenheimring Longitud: 4,574 km Vueltas: 67 Distancia de carrera: 306,458 km Ganador 2002: Michael Schumacher - Ferrari                        | Libres 2             | Juan Pablo Montoya            | 2.do puesto        | David Coulthard               |                      |
| 12    | 3 de agosto      | Gran Premio de Alemania Hockenheimring Longitud: 4,574 km Vueltas: 67 Distancia de carrera: 306,458 km Ganador 2002: Michael Schumacher - Ferrari                        | Libres 3             | Ralf Schumacher               | 3.er puesto        | Jarno Trulli                  |                      |
| 12    | 3 de agosto      | Gran Premio de Alemania Hockenheimring Longitud: 4,574 km Vueltas: 67 Distancia de carrera: 306,458 km Ganador 2002: Michael Schumacher - Ferrari                        | Pole position        | Juan Pablo Montoya (1:15.167) | Vuelta rápida      | Juan Pablo Montoya (1:14.917) |                      |
| 12    | 3 de agosto      | Gran Premio de Alemania Hockenheimring Longitud: 4,574 km Vueltas: 67 Distancia de carrera: 306,458 km Ganador 2002: Michael Schumacher - Ferrari                        | Resultados completos |                               |                    |                               |                      |
| 13    | 24 de agosto     | Gran Premio de Hungría Hungaroring Longitud: 4,381 km Vueltas: 70 Distancia de carrera: 306,663 km Ganador 2002: Rubens Barrichello - Ferrari                            |                      | Libres 1                      | Olivier Panis      | Ganador                       | Fernando Alonso      |
| 13    | 24 de agosto     | Gran Premio de Hungría Hungaroring Longitud: 4,381 km Vueltas: 70 Distancia de carrera: 306,663 km Ganador 2002: Rubens Barrichello - Ferrari                            | Libres 2             | Fernando Alonso               | 2.do puesto        | Kimi Räikkönen                |                      |
| 13    | 24 de agosto     | Gran Premio de Hungría Hungaroring Longitud: 4,381 km Vueltas: 70 Distancia de carrera: 306,663 km Ganador 2002: Rubens Barrichello - Ferrari                            | Libres 3             | Ralf Schumacher               | 3.er puesto        | Juan Pablo Montoya            |                      |
| 13    | 24 de agosto     | Gran Premio de Hungría Hungaroring Longitud: 4,381 km Vueltas: 70 Distancia de carrera: 306,663 km Ganador 2002: Rubens Barrichello - Ferrari                            | Pole position        | Fernando Alonso (1:21.688)    | Vuelta rápida      | Juan Pablo Montoya (1:22.095) |                      |
| 13    | 24 de agosto     | Gran Premio de Hungría Hungaroring Longitud: 4,381 km Vueltas: 70 Distancia de carrera: 306,663 km Ganador 2002: Rubens Barrichello - Ferrari                            | Resultados completos |                               |                    |                               |                      |
| 14    | 14 de septiembre | Gran Premio de Italia Autodromo Nazionale di Monza Longitud: 5,793 km Vueltas: 53 Distancia de carrera: 306,719 km Ganador 2002: Rubens Barrichello - Ferrari            |                      | Libres 1                      | Rubens Barrichello | Ganador                       | Michael Schumacher   |
| 14    | 14 de septiembre | Gran Premio de Italia Autodromo Nazionale di Monza Longitud: 5,793 km Vueltas: 53 Distancia de carrera: 306,719 km Ganador 2002: Rubens Barrichello - Ferrari            | Libres 2             | Michael Schumacher            | 2.do puesto        | Juan Pablo Montoya            |                      |
| 14    | 14 de septiembre | Gran Premio de Italia Autodromo Nazionale di Monza Longitud: 5,793 km Vueltas: 53 Distancia de carrera: 306,719 km Ganador 2002: Rubens Barrichello - Ferrari            | Libres 3             | Juan Pablo Montoya            | 3.er puesto        | Rubens Barrichello            |                      |
| 14    | 14 de septiembre | Gran Premio de Italia Autodromo Nazionale di Monza Longitud: 5,793 km Vueltas: 53 Distancia de carrera: 306,719 km Ganador 2002: Rubens Barrichello - Ferrari            | Pole position        | Michael Schumacher (1:20.963) | Vuelta rápida      | Michael Schumacher (1:21.832) |                      |
| 14    | 14 de septiembre | Gran Premio de Italia Autodromo Nazionale di Monza Longitud: 5,793 km Vueltas: 53 Distancia de carrera: 306,719 km Ganador 2002: Rubens Barrichello - Ferrari            | Resultados completos |                               |                    |                               |                      |
| 15    | 28 de septiembre | Gran Premio de los Estados Unidos Indianapolis Motor Speedway Longitud: 4,195 km Vueltas: 73 Distancia de carrera: 306,016 km Ganador 2002: Rubens Barrichello - Ferrari |                      | Libres 1                      | Jarno Trulli       | Ganador                       | Michael Schumacher   |
| 15    | 28 de septiembre | Gran Premio de los Estados Unidos Indianapolis Motor Speedway Longitud: 4,195 km Vueltas: 73 Distancia de carrera: 306,016 km Ganador 2002: Rubens Barrichello - Ferrari | Libres 2             | Jarno Trulli                  | 2.do puesto        | Kimi Räikkönen                |                      |
| 15    | 28 de septiembre | Gran Premio de los Estados Unidos Indianapolis Motor Speedway Longitud: 4,195 km Vueltas: 73 Distancia de carrera: 306,016 km Ganador 2002: Rubens Barrichello - Ferrari | Libres 3             | Rubens Barrichello            | 3.er puesto        | Heinz-Harald Frentzen         |                      |
| 15    | 28 de septiembre | Gran Premio de los Estados Unidos Indianapolis Motor Speedway Longitud: 4,195 km Vueltas: 73 Distancia de carrera: 306,016 km Ganador 2002: Rubens Barrichello - Ferrari | Pole position        | Kimi Räikkönen (1:11.670)     | Vuelta rápida      | Michael Schumacher (1:11.473) |                      |
| 15    | 28 de septiembre | Gran Premio de los Estados Unidos Indianapolis Motor Speedway Longitud: 4,195 km Vueltas: 73 Distancia de carrera: 306,016 km Ganador 2002: Rubens Barrichello - Ferrari | Resultados completos |                               |                    |                               |                      |
| 16    | 12 de octubre    | Gran Premio de Japón Circuito de Suzuka Longitud: 5,807 km Vueltas: 53 Distancia de carrera: 307,771 km Ganador 2002: Michael Schumacher - Ferrari                       |                      | Libres 1                      | Jarno Trulli       | Ganador                       | Rubens Barrichello   |
| 16    | 12 de octubre    | Gran Premio de Japón Circuito de Suzuka Longitud: 5,807 km Vueltas: 53 Distancia de carrera: 307,771 km Ganador 2002: Michael Schumacher - Ferrari                       | Libres 2             | Ralf Schumacher               | 2.do puesto        | Kimi Räikkönen                |                      |
| 16    | 12 de octubre    | Gran Premio de Japón Circuito de Suzuka Longitud: 5,807 km Vueltas: 53 Distancia de carrera: 307,771 km Ganador 2002: Michael Schumacher - Ferrari                       | Libres 3             | Ralf Schumacher               | 3.er puesto        | David Coulthard               |                      |
| 16    | 12 de octubre    | Gran Premio de Japón Circuito de Suzuka Longitud: 5,807 km Vueltas: 53 Distancia de carrera: 307,771 km Ganador 2002: Michael Schumacher - Ferrari                       | Pole position        | Rubens Barrichello (1:31.713) | Vuelta rápida      | Ralf Schumacher (1:33.408)    |                      |
| 16    | 12 de octubre    | Gran Premio de Japón Circuito de Suzuka Longitud: 5,807 km Vueltas: 53 Distancia de carrera: 307,771 km Ganador 2002: Michael Schumacher - Ferrari                       | Resultados completos |                               |                    |                               |                      |

## Clasificaciones

### Puntuaciones
| Posición | 1.º | 2.º | 3.º | 4.º | 5.º | 6.º | 7.º | 8.º |
| Puntos   | 10  | 8   | 6   | 5   | 4   | 3   | 2   | 1   |

### Campeonato de Pilotos
| Pos. | Piloto                | AUS | MYS | BRA | SMR | ESP | AUT | MON | CAN | EUR | FRA | GBR | GER | HUN | ITA | USA | JPN | Puntos |
| ---- | --------------------- | --- | --- | --- | --- | --- | --- | --- | --- | --- | --- | --- | --- | --- | --- | --- | --- | ------ |
| 1    | Michael Schumacher    | 4   | 6   | Ret | 1   | 1   | 1   | 3   | 1   | 5   | 3   | 4   | 7   | 8   | 1   | 1   | 8   | 93     |
| 2    | Kimi Räikkönen        | 3   | 1   | 2   | 2   | Ret | 2   | 2   | 6   | Ret | 4   | 3   | Ret | 2   | 4   | 2   | 2   | 91     |
| 3    | Juan Pablo Montoya    | 2   | 12  | Ret | 7   | 4   | Ret | 1   | 3   | 2   | 2   | 2   | 1   | 3   | 2   | 6   | Ret | 82     |
| 4    | Rubens Barrichello    | Ret | 2   | Ret | 3   | 3   | 3   | 8   | 5   | 3   | 7   | 1   | Ret | Ret | 3   | Ret | 1   | 65     |
| 5    | Ralf Schumacher       | 8   | 4   | 7   | 4   | 5   | 6   | 4   | 2   | 1   | 1   | 9   | Ret | 4   |     | Ret | 12  | 58     |
| 6    | Fernando Alonso       | 7   | 3   | 3   | 6   | 2   | Ret | 5   | 4   | 4   | Ret | Ret | 4   | 1   | 8   | Ret | Ret | 55     |
| 7    | David Coulthard       | 1   | Ret | 4   | 5   | Ret | 5   | 7   | Ret | 15  | 5   | 5   | 2   | 5   | Ret | Ret | 3   | 51     |
| 8    | Jarno Trulli          | 5   | 5   | 8   | 13  | Ret | 8   | 6   | Ret | Ret | Ret | 6   | 3   | 7   | Ret | 4   | 5   | 33     |
| 9    | Jenson Button         | 10  | 7   | Ret | 8   | 9   | 4   | DNS | Ret | 7   | Ret | 8   | 8   | 10  | Ret | Ret | 4   | 17     |
| 10   | Mark Webber           | Ret | Ret | 9   | Ret | 7   | 7   | Ret | 7   | 6   | 6   | 14  | 11  | 6   | 7   | Ret | 11  | 17     |
| 11   | Heinz-Harald Frentzen | 6   | 9   | 5   | 11  | Ret | DNS | Ret | Ret | 9   | 12  | 12  | Ret | Ret | 13  | 3   | Ret | 13     |
| 12   | Giancarlo Fisichella  | Ret | Ret | 1   | 15  | Ret | Ret | 10  | Ret | 12  | Ret | Ret | 13  | Ret | 10  | 7   | Ret | 12     |
| 13   | Cristiano da Matta    | Ret | 11  | 10  | 12  | 6   | 10  | 9   | 11  | Ret | 11  | 7   | 6   | 11  | Ret | 9   | 7   | 10     |
| 14   | Nick Heidfeld         | Ret | 8   | Ret | 10  | 10  | Ret | 11  | Ret | 8   | 13  | 17  | 10  | 9   | 9   | 5   | 9   | 6      |
| 15   | Olivier Panis         | Ret | Ret | Ret | 9   | Ret | Ret | 13  | 8   | Ret | 8   | 11  | 5   | Ret | Ret | Ret | 10  | 6      |
| 16   | Jacques Villeneuve    | 9   | Ret | 6   | Ret | Ret | 12  | Ret | Ret | Ret | 9   | 10  | 9   | Ret | 6   | Ret |     | 6      |
| 17   | Marc Gené             |     |     |     |     |     |     |     |     |     |     |     |     |     | 5   |     |     | 4      |
| 18   | Takuma Satō           |     |     |     |     |     |     |     |     |     |     |     |     |     |     |     | 6   | 3      |
| 19   | Ralph Firman          | Ret | 10  | Ret | Ret | 8   | 11  | 12  | Ret | 11  | 15  | 13  | Ret |     |     | Ret | 14  | 1      |
| 20   | Justin Wilson         | Ret | Ret | Ret | Ret | 11  | 13  | Ret | Ret | 13  | 14  | 16  | Ret | Ret | Ret | 8   | 13  | 1      |
| 21   | Antônio Pizzonia      | Ret | Ret | Ret | 14  | Ret | 9   | Ret | 10  | 10  | 10  | Ret |     |     |     |     |     | 0      |
| 22   | Jos Verstappen        | 11  | 13  | Ret | Ret | 12  | Ret | Ret | 9   | 14  | 16  | 15  | Ret | 12  | Ret | 10  | 15  | 0      |
| 23   | Nicolas Kiesa         |     |     |     |     |     |     |     |     |     |     |     | 12  | 13  | 12  | 11  | 16  | 0      |
| 24   | Zsolt Baumgartner     |     |     |     |     |     |     |     |     |     |     |     |     | Ret | 11  |     |     | 0      |
| Pos. | Piloto                | AUS | MYS | BRA | SMR | ESP | AUT | MON | CAN | EUR | FRA | GBR | GER | HUN | ITA | USA | JPN | Puntos |

| Color      | Resultado                          |
| ---------- | ---------------------------------- |
| Oro        | Ganador                            |
| Plata      | 2.º puesto                         |
| Bronce     | 3.er puesto                        |
| Verde      | Finalizó en los puntos             |
| Azul       | Finalizó sin puntos                |
| Azul       | NC - No clasificado                |
| Violeta    | Ret - No terminó                   |
| Rojo       | DNQ - No se clasificó              |
| Rojo       | DNPQ - No se preclasificó          |
| Negro      | DSQ - Descalificado                |
| Blanco     | DNS - No empezó                    |
| Blanco     | WD - Retirado                      |
| Blanco     | C - Carrera cancelada              |
| Azul claro | TD - Entrenamientos libres (2003-) |
| Sin color  | DNP - Inscrito, pero no participó  |
| Sin color  | INJ - Inscrito, pero lesionado     |
| Sin color  | EX - Excluido                      |

| Estado  | Resultado                                                                             |
| ------- | ------------------------------------------------------------------------------------- |
| Negrita | Pole position                                                                         |
| Cursiva | Vuelta rápida                                                                         |
| 1-8     | Posiciones puntuables de clasificación sprint (2021-)                                 |
| †       | No acabó el Gran Premio, pero fue clasificado ya que completó el porcentaje necesario |
| ‡       | Monoplaza compartido                                                                  |
| ~       | Se otorgó la mitad de puntos ya que no se cumplió con el 75% de la carrera            |
| ≠       | No obtuvo puntos ya que era piloto invitado                                           |
| F2      | Inscrito para carrera de Fórmula 2, no sumaba puntos                                  |

### Estadísticas del Campeonato de Pilotos
| Pos. | Piloto                | N.º | Escudería      | Puntos | Victorias | Podios | Poles |
| ---- | --------------------- | --- | -------------- | ------ | --------- | ------ | ----- |
| 1    | Michael Schumacher    | 1   | Ferrari        | 93     | 6         | 8      | 5     |
| 2    | Kimi Räikkönen        | 6   | McLaren        | 91     | 1         | 10     | 2     |
| 3    | Juan Pablo Montoya    | 3   | Williams       | 82     | 2         | 9      | 1     |
| 4    | Rubens Barrichello    | 2   | Ferrari        | 65     | 2         | 8      | 3     |
| 5    | Ralf Schumacher       | 4   | Williams       | 58     | 2         | 3      | 3     |
| 6    | Fernando Alonso       | 8   | Renault        | 55     | 1         | 4      | 2     |
| 7    | David Coulthard       | 5   | McLaren        | 51     | 1         | 3      |       |
| 8    | Jarno Trulli          | 7   | Renault        | 33     |           | 1      |       |
| 9    | Jenson Button         | 17  | BAR            | 17     |           |        |       |
| 10   | Mark Webber           | 14  | Jaguar         | 17     |           |        |       |
| 11   | Heinz-Harald Frentzen | 10  | Sauber         | 13     |           | 1      |       |
| 12   | Giancarlo Fisichella  | 11  | Jordan         | 12     | 1         | 1      |       |
| 13   | Cristiano da Matta    | 21  | Toyota         | 10     |           |        |       |
| 14   | Nick Heidfeld         | 9   | Sauber         | 6      |           |        |       |
| 15   | Olivier Panis         | 20  | Toyota         | 6      |           |        |       |
| 16   | Jacques Villeneuve    | 16  | BAR            | 6      |           |        |       |
| 17   | Marc Gené             | 4   | Williams       | 4      |           |        |       |
| 18   | Takuma Satō           | 16  | BAR            | 3      |           |        |       |
| 19   | Ralph Firman          | 12  | Jordan         | 1      |           |        |       |
| 20   | Justin Wilson         | 15  | Jaguar Minardi | 1      |           |        |       |
| 21   | Antônio Pizzonia      | 15  | Jaguar         | 0      |           |        |       |
| 22   | Jos Verstappen        | 19  | Minardi        | 0      |           |        |       |
| 23   | Nicolas Kiesa         | 18  | Minardi        | 0      |           |        |       |
| 24   | Zsolt Baumgartner     | 12  | Jordan         | 0      |           |        |       |

### Campeonato de Constructores
| Pos. | Constructor      | N.º | AUS | MYS | BRA | SMR | ESP | AUT | MON | CAN | EUR | FRA | GBR | GER | HUN | ITA | USA | JPN | Puntos |
| ---- | ---------------- | --- | --- | --- | --- | --- | --- | --- | --- | --- | --- | --- | --- | --- | --- | --- | --- | --- | ------ |
| 1    | Ferrari          | 1   | 4   | 6   | Ret | 1   | 1   | 1   | 3   | 1   | 5   | 3   | 4   | 7   | 8   | 1   | 1   | 8   | 158    |
| 1    | Ferrari          | 2   | Ret | 2   | Ret | 3   | 3   | 3   | 8   | 5   | 3   | 7   | 1   | Ret | Ret | 3   | Ret | 1   | 158    |
| 2    | Williams-BMW     | 3   | 2   | 12  | Ret | 7   | 4   | Ret | 1   | 3   | 2   | 2   | 2   | 1   | 3   | 2   | 6   | Ret | 144    |
| 2    | Williams-BMW     | 4   | 8   | 4   | 7   | 4   | 5   | 6   | 4   | 2   | 1   | 1   | 9   | Ret | 4   | 5   | Ret | 12  | 144    |
| 3    | McLaren-Mercedes | 5   | 1   | Ret | 4   | 5   | Ret | 5   | 7   | Ret | 15  | 5   | 5   | 2   | 5   | Ret | Ret | 3   | 142    |
| 3    | McLaren-Mercedes | 6   | 3   | 1   | 2   | 2   | Ret | 2   | 2   | 6   | Ret | 4   | 3   | Ret | 2   | 4   | 2   | 2   | 142    |
| 4    | Renault          | 7   | 5   | 5   | 8   | 13  | Ret | 8   | 6   | Ret | Ret | Ret | 6   | 3   | 7   | Ret | 4   | 5   | 88     |
| 4    | Renault          | 8   | 7   | 3   | 3   | 6   | 2   | Ret | 5   | 4   | 4   | Ret | Ret | 4   | 1   | 8   | Ret | Ret | 88     |
| 5    | BAR-Honda        | 16  | 9   | Ret | 6   | Ret | Ret | 12  | Ret | Ret | Ret | 9   | 10  | 9   | Ret | 6   | Ret | 6   | 26     |
| 5    | BAR-Honda        | 17  | 10  | 7   | Ret | 8   | 9   | 4   | DNS | Ret | 7   | Ret | 8   | 8   | 10  | Ret | Ret | 4   | 26     |
| 6    | Sauber-Petronas  | 9   | Ret | 8   | Ret | 10  | 10  | Ret | 11  | Ret | 8   | 13  | 17  | 10  | 9   | 9   | 5   | 9   | 19     |
| 6    | Sauber-Petronas  | 10  | 6   | 9   | 5   | 11  | Ret | DNS | Ret | Ret | 9   | 12  | 12  | Ret | Ret | 13  | 3   | Ret | 19     |
| 7    | Jaguar-Cosworth  | 14  | Ret | Ret | 9   | Ret | 7   | 7   | Ret | 7   | 6   | 6   | 14  | 11  | 6   | 7   | Ret | 11  | 18     |
| 7    | Jaguar-Cosworth  | 15  | 13  | Ret | Ret | 14  | Ret | 9   | Ret | 10  | 10  | 10  | Ret | Ret | Ret | Ret | 8   | 13  | 18     |
| 8    | Toyota           | 20  | Ret | Ret | Ret | 9   | Ret | Ret | 13  | 8   | Ret | 8   | 11  | 5   | Ret | Ret | Ret | 10  | 16     |
| 8    | Toyota           | 21  | Ret | 11  | 10  | 12  | 6   | 10  | 9   | 11  | Ret | 11  | 7   | 6   | 11  | Ret | 9   | 7   | 16     |
| 9    | Jordan-Ford      | 11  | 12  | Ret | 1   | 15  | Ret | Ret | 10  | Ret | 12  | Ret | Ret | 13  | Ret | 10  | 7   | Ret | 13     |
| 9    | Jordan-Ford      | 12  | Ret | 10  | Ret | Ret | 8   | 11  | 12  | Ret | 11  | 15  | 13  | Ret | Ret | 11  | Ret | 14  | 13     |
| 10   | Minardi-Cosworth | 18  | Ret | Ret | Ret | Ret | 11  | 13  | Ret | Ret | 13  | 14  | 16  | 12  | 13  | 12  | 11  | 16  | 0      |
| 10   | Minardi-Cosworth | 19  | 11  | 13  | Ret | Ret | 12  | Ret | Ret | 9   | 14  | 16  | 15  | Ret | 12  | Ret | 10  | 15  | 0      |
| Pos. | Constructor      | N.º | AUS | MYS | BRA | SMR | ESP | AUT | MON | CAN | EUR | FRA | GBR | GER | HUN | ITA | USA | JPN | Puntos |

| Color      | Resultado                          |
| ---------- | ---------------------------------- |
| Oro        | Ganador                            |
| Plata      | 2.º puesto                         |
| Bronce     | 3.er puesto                        |
| Verde      | Finalizó en los puntos             |
| Azul       | Finalizó sin puntos                |
| Azul       | NC - No clasificado                |
| Violeta    | Ret - No terminó                   |
| Rojo       | DNQ - No se clasificó              |
| Rojo       | DNPQ - No se preclasificó          |
| Negro      | DSQ - Descalificado                |
| Blanco     | DNS - No empezó                    |
| Blanco     | WD - Retirado                      |
| Blanco     | C - Carrera cancelada              |
| Azul claro | TD - Entrenamientos libres (2003-) |
| Sin color  | DNP - Inscrito, pero no participó  |
| Sin color  | INJ - Inscrito, pero lesionado     |
| Sin color  | EX - Excluido                      |

| Estado  | Resultado                                                                             |
| ------- | ------------------------------------------------------------------------------------- |
| Negrita | Pole position                                                                         |
| Cursiva | Vuelta rápida                                                                         |
| 1-8     | Posiciones puntuables de clasificación sprint (2021-)                                 |
| †       | No acabó el Gran Premio, pero fue clasificado ya que completó el porcentaje necesario |
| ‡       | Monoplaza compartido                                                                  |
| ~       | Se otorgó la mitad de puntos ya que no se cumplió con el 75% de la carrera            |
| ≠       | No obtuvo puntos ya que era piloto invitado                                           |
| F2      | Inscrito para carrera de Fórmula 2, no sumaba puntos                                  |

### Estadísticas del Campeonato de Constructores
| Pos. | Constructor | Chasis         | Motor    | Neu. | Puntos | Victorias | Podios | Poles |
| ---- | ----------- | -------------- | -------- | ---- | ------ | --------- | ------ | ----- |
| 1    | Ferrari     | F2002 F2003-GA | Ferrari  | B    | 158    | 8         | 16     | 8     |
| 2    | Williams    | FW25           | BMW      | M    | 144    | 4         | 12     | 4     |
| 3    | McLaren     | MP4-17D        | Mercedes | M    | 142    | 2         | 13     | 2     |
| 4    | Renault     | R23            | Renault  | M    | 88     | 1         | 5      | 2     |
| 5    | BAR         | 005            | Honda    | B    | 26     |           |        |       |
| 6    | Sauber      | C22            | Petronas | B    | 19     |           | 1      |       |
| 7    | Jaguar      | R4             | Cosworth | M    | 18     |           |        |       |
| 8    | Toyota      | TF103          | Toyota   | M    | 16     |           |        |       |
| 9    | Jordan      | EJ13           | Ford     | B    | 13     | 1         | 1      |       |
| 10   | Minardi     | PS03           | Cosworth | B    | 0      |           |        |       |